# Thouarella (Diplocalyptra) coronata
Thouarella (Diplocalyptra) coronata is een zachte koraalsoort uit de familie Primnoidae. De koraalsoort komt uit het geslacht Thouarella. Thouarella (Diplocalyptra) coronata werd in 1908 voor het eerst wetenschappelijk beschreven door Kinoshita. 